# Альвальди
А́львальди (др.-сканд. Alvaldi, Allvaldi) или Э́львальди (др.-сканд. Ölvaldi, Ǫlvaldi) — в скандинавской мифологии один из инеистых великанов.

## Этимология
Существует несколько вариантов перевода Alvaldi / Ölvaldi с древнескандинавского языка исходя из написания и деления этих слов на корни: например, «всемогущий», «всевладеющий» (др.-сканд. all-valdr) либо «управляющий пиром (дождём)» (др.-сканд. öl-valdr). Сходные переводы можно встретить и в других современных языках (англ. high ruler, нем. der sehr Mächtige).

## Альвальди в древнескандинавских источниках
В строфе 19 «Песни о Харбарде», относимой к «Старшей Эдде», есть упоминание о том, что великан Тьяцци, убитый богом грома Тором, был сыном Альвальди.
В «Языке поэзии», входящем в состав «Младшей Эдды», её автор Снорри Стурлусон сообщает некоторые подробности о Альвальди (который здесь носит несколько изменённое имя), когда рассказывает о Тьяцци: 

«Отца его звали Эльвальди. И о нём я мог бы поведать немало примечательного. Он был очень богат золотом. И когда он умер и его сыновья стали делить наследство, то, чтобы смерить золото, они решили, пусть каждый берёт в свой черед полный рот золота. Первый из них был Тьяцци, второй — Иди, третий — Ганг.»

## Интерпретации и мнения
Исходя из значения слова Эльвальди этот великан может олицетворять дождь (также имена его сыновей лингвистически связаны с дождём). По другой версии öl переводится как «пиво», а золото, которым Эльвальди был так богат, — это золотистый пивной напиток, что глотками разделили между собою Тьяцци, Иди и Ганг. По мнению немецкого поэта и литературоведа Людвига Уланда Эльвальди и его сыновья являются персонификацией четырёх ветров, приносящих с собою дождь, а его золото — облака.
Стоит же взять за основу вариант из Старшей Эдды («всемогущий»), то он указывает на особое положение этого персонажа в скандинавской мифологии, сюжет о котором, вероятно, был некогда утерян.  Германист и историк литературы Рихард Мейер отмечал, что Тьяцци изначально не был связан с Альвальди и лишь в более поздних мифах превратился в его сына. А немецкий филолог Карл Вайнхольд считал, что Альвальди — это лишь одно из имён «всевладеющего» первого великана Имира. Шведский писатель и историк культуры Виктор Рюдберг отождествлял Альвальди с Ивальди (известному в скандинавских мифах по своим сыновьям) и посвятил обоснованию этой точки зрения несколько глав своей «Тевтонской мифологии». Во многом его взгляды нашли продолжение в неоязыческом движении Асатру.